# 20044 Vitoux
20044 Vitoux este o planetă minoră (asteroid), cu un diametru de 4,941 km, din centura de asteroizi. A fost descoperită pe 23 martie 1993 la Caussols de Eric Walter Elst și a fost numită după Frédéric Vitoux. 
Obiectul prezintă o orbită caracterizată de o semiaxă mare de 2,5731039 UAi, o excentricitate de 0,1, o înclinație de 12,86378 ° în raport cu ecliptica.